# Малта на Песми Евровизије 2022.
Малтешки јавни сервис Пи-Би-Ес ће организовати Малтешку песму Евровизије 2022. како би одабрала свог представника на Песми Евровизије 2022. Такмичење ће се састојати од једног полуфинала и финала који ће се одржати у фебруару.

## Формат

### Пријаве
Заинтересовани композитори и извођачи су могли да шаљу своје пријаве од 15. октобра до 15. децембра 2021. Композитори су могли да буду било које националности, а извођачи морају или да буду Малтежани или да имају малтешко држављанство. Није постојао лимит на то колико песама једна особа може да пошаље, али само једна од њих може да се нађе у полуфиналу.
Због правила које брани да се прошлогодишњи представник на Евровизији такмичи, Дестини не може да се такмичи.

### Вечери
Такмичење ће се састојати од 22 песме које ће се такмичити у полуфиналу и финалу. 16 најбољих песама ће се пласирати у финале.

## Учесници
29. децембра 2021. је откривена листа учесника на Малтешкој песми Евровизије 2022.
| Извођач             | Песма                     | Композитор(и)                                                                  | Текстописац/и                                                                  |
| ------------------- | ------------------------- | ------------------------------------------------------------------------------ | ------------------------------------------------------------------------------ |
| Дерек Шембри        | ⏸ (пауза)                 | Сипријан Касар                                                                 | Емил Калеја Бејлис                                                             |
| Никол Хамлет        | A Lover's Heart           | Сипријан Касар                                                                 | Џо Џулијан Фаругија                                                            |
| Џесика Греч         | Aphrodisiac               | Филип Вела                                                                     | Герард Џејмс Борг                                                              |
| Џенис Мангион       | Army                      | Сипријан Касар, Марк Скиклуна                                                  | Емил Калеја Бејлис                                                             |
| Дениз Мерсиеса      | Boy                       | Ејдан Касар                                                                    | Ејдан Касар                                                                    |
| Мет Блек            | Come Around               | Мет Блек, Дејвид Греч                                                          | Мет Блек                                                                       |
| Баклава са Никол    | Electric Indigo           | Филип Вела                                                                     | Герард Џејмс Борг                                                              |
| Сара Боничи         | Heaven                    | Ејдан Касар                                                                    | Ејдан Касар                                                                    |
| Ричард Микалеф      | Hey Little                | Ричард Микалеф                                                                 | Ричард Микалеф                                                                 |
| Норберт Бондин      | How Special You Are       | Шон Фаругија, Норберт Бондин, Питер Борг                                       | Шон Фаругија, Норберт Бондин, Питер Борг                                       |
| Никол Азопарди      | Into The Fire             | Питер Бострем, Пер Јонсон, Марика Линде, Дмитри Стасос                         | Питер Бострем, Нектариос Тиракис, Марика Ланде                                 |
| Џесика Мускат       | Kaleidoscope              | Филип Вела                                                                     | Герард Џејмс Борг                                                              |
| Мириана Конте       | Look What You've Done Now | Сипријан Касар                                                                 | Метју Мерсиека                                                                 |
| Ема Мускат          | Out Of Sight              | Антонијо Капуто, Ема Мускат, Габријел Роси, Лорензи Сантарели, Марко Салвадери | Антонијо Капуто, Ема Мускат, Габријел Роси, Лорензи Сантарели, Марко Салвадери |
| Ракел Галде Брифа   | Over You                  | Ајдан Касар                                                                    | Ајдан Касар                                                                    |
| Џејд Вела           | Revelación                | Ајдан Касар                                                                    | Ајдан Касар                                                                    |
| Франческа Скиберас  | Rise                      | Марк Скиклуна                                                                  | Етијен Микалеф                                                                 |
| Ајдан Касар         | Ritmu                     | Ајдан Касар                                                                    | Ајдан Касар                                                                    |
| Марк Ентони Бартоло | Serenity                  | Марк Ентони Бартоло                                                            | Марк Ентони Бартоло                                                            |
| Ења Магри           | Shame                     | Сипријан Касар                                                                 | Џоди Магри                                                                     |
| Малколм Писани      | We Came For Love          | Гаспаре Инкатаскиато                                                           | Метју Мерсиека                                                                 |
| Рејчел Ловел        | White Doves               | Илва Персон, Линда Персон, Питер Фродин                                        | Емил Калеја Бејлис                                                             |